# Brezovec
Brezovec (em húngaro: Berezóc) é um município da Eslováquia, situado no distrito de Snina, na região de Prešov. Tem 3,43 km² de área e sua população em 2018 foi estimada em 38 habitantes.

## Demografia
| Ano:        | 1994 | 2004    | 2014    | 2024    |
| ----------- | ---- | ------- | ------- | ------- |
| Broj ljudi: | 79   | 53      | 42      | 36      |
| Razlika:    |      | -32,91% | -20,75% | -14,28% |

| Ano:               | 2023 | 2024 |
| ------------------ | ---- | ---- |
| Número de pessoas: | 36   | 36   |
| Diferença:         |      | +0%  |